# The Good Lord Bird
The Good Lord Bird est une mini-série américaine en sept épisodes compris entre 46 et 57 minutes, créée par Ethan Hawke et Mark Richard et diffusée du 4 octobre au 15 novembre 2020 sur Showtime.
Adaptée du roman éponyme de James McBride, la série met en scène des épisodes réels de la vie de l’abolitionniste américain John Brown entre 1856 et 1859. Cependant, le personnage de Henry Shackleford est fictif.
En France, la série a été diffusée à partir du 7 janvier 2021 sur Canal+.

## Distribution

### Acteurs principaux
Sauf indication contraire, les informations mentionnées dans cette section peuvent être confirmées par la base de données cinématographiques IMDb,  présente dans la section « Liens externes ».
- Ethan Hawke (VF : Jean-Pierre Michaël) : John Brown
- Hubert Point-Du Jour (VF : Mike Fédée) : Bob
- Beau Knapp : Owen Brown
- Nick Eversman : John Brown Jr (en)
- Ellar Coltrane (VF : Fabrice Trojani) : Salmon Brown
- Jack Alcott (VF : Tom Trouffier) : Jason Brown
- Mo Brings Plenty (en) (VF : Günther Germain) : Ottawa Jones
- Daveed Diggs : Frederick Douglass
- Joshua Caleb Johnson (VF : Benjamin Bollen) : Henry "Onion" Shackleford

## Production

### Fiche technique
Sauf indication contraire, les informations mentionnées dans cette section peuvent être confirmées par la base de données cinématographiques IMDb,  présente dans la section « Liens externes ».
- Titre original et français : The Good Lord Bird
- Réalisation : Kevin Hooks (2 épisodes), Haifaa al-Mansour (1 épisode), Albert Hughes (1 épisode), Darnell Martin (1 épisode), Michael Nankin (1 épisode) et Kate Woods (1 épisode).
- Scénario : Ethan Hawke (7 épisodes), James McBride (7 épisodes), Mark Richard (7 épisodes), Kristen SaBerre (7 épisodes), Erika L. Johnson (3 épisodes), Jeff Augustin (1 épisode) et Lauren Signorino (1 épisode) d'après The Good Lord Bird de James McBride.
- Direction artistique : Kevin Hardison et Caleb Mikler
- Décors : John Blackie
- Costumes : Amy Andrews
- Photographie : Peter Deming
- Montage : Christopher Nelson (3 épisodes), Sue Blainey (2 épisodes), Trevor Penna (1 épisode), Agustin Rexach (1 épisode) et Ron Rosen (1 épisode).
- Musique : Jamison Hollister
- Production : Jason Blum, Ethan Hawke, Mark Richard, Padraic McKinley, Albert Hughes, Jeremy Gold, Marci Wiseman, James McBride, Brian Taylor, Ryan Hawke, David Schiff et Marshall Persinger.
- Société de production : Blumhouse Television
- Société de distribution : Showtime Networks
- Pays d'origine :  États-Unis
- Langue originale : anglais
- Format : couleur - 2.35 : 1
- Genre : Comédie noire, drame, historique
- Durée : 47 minutes
- Dates de sortie :
  - États-Unis : 4 octobre 2020
  - France : 7 janvier 2021

Version française
- Société de doublage : Libra Films

 Source et légende : version française (VF) sur RS Doublage

## Distinction

### Nominations
- Golden Globes 2021 : Meilleur acteur dans une mini-série ou un téléfilm pour Ethan Hawke
- Screen Actors Guild Awards 2021 : Meilleur acteur dans une mini-série ou un téléfilm pour Ethan Hawke